# Aranyosfő község
Aranyosfő község (románul: Comuna Scărişoara) község Fehér megyében, Romániában. Központja Aranyosfő, beosztott falvai Bârlești, Botesbánya, Fața-Lăzești, Florești, Lezest, Lespezea, Maței, Negești, Prelucă, Runc, Sfoartea, Știuleți és Trâncești.

## Fekvése
Fehér megye északnyugati részén helyezkedik el, a Nagy-Aranyos felső szakasza mentén. Szomszédos községek: északon a Kolozs megyei Jósikafalva, délen Feketevölgy, nyugaton Felsőgirda, keleten Arada és Aranyosvágás. A DN75-ös főúton közelíthető meg Topánfalva illetve Vaskohsziklás felől.

## Népessége
1850-től a népesség alábbiak szerint alakult:
| Lakosok száma | 3488 | 5153 | 5632 | 3537 | 4126 | 2966 | 2187 | 1850 | 1661 | 1391 |
|               | 1850 | 1880 | 1900 | 1920 | 1941 | 1977 | 1992 | 2002 | 2011 | 2021 |

A 2011-es népszámlálás adatai alapján a község népessége 1661 fő volt, melynek 82%-a román és 15,29%-a roma. Vallási hovatartozás szempontjából a lakosság 97,17%-a ortodox.

## Története
1932-ig a községhez tartoztak a jelenlegi Felsőgirda község és Lepus község falvai is.

## Nevezetességei
A község területéről egyetlen épület vagy építmény sem szerepel a romániai műemlékek jegyzékében.
(Az AB-II-m-B-00242 LMI-kód alatt megjelenített lăzești-i fatemplom nem az Aranyosfő községhez tartozó Lezesten, hanem az Aranyosvágás községhez tartozó Lăzești-en található.)
Országos szinten védett területek:
- az Aranyosfői-jégbarlang
- Mândruțului-szoros